# Aeropuerto Internacional Abraham González

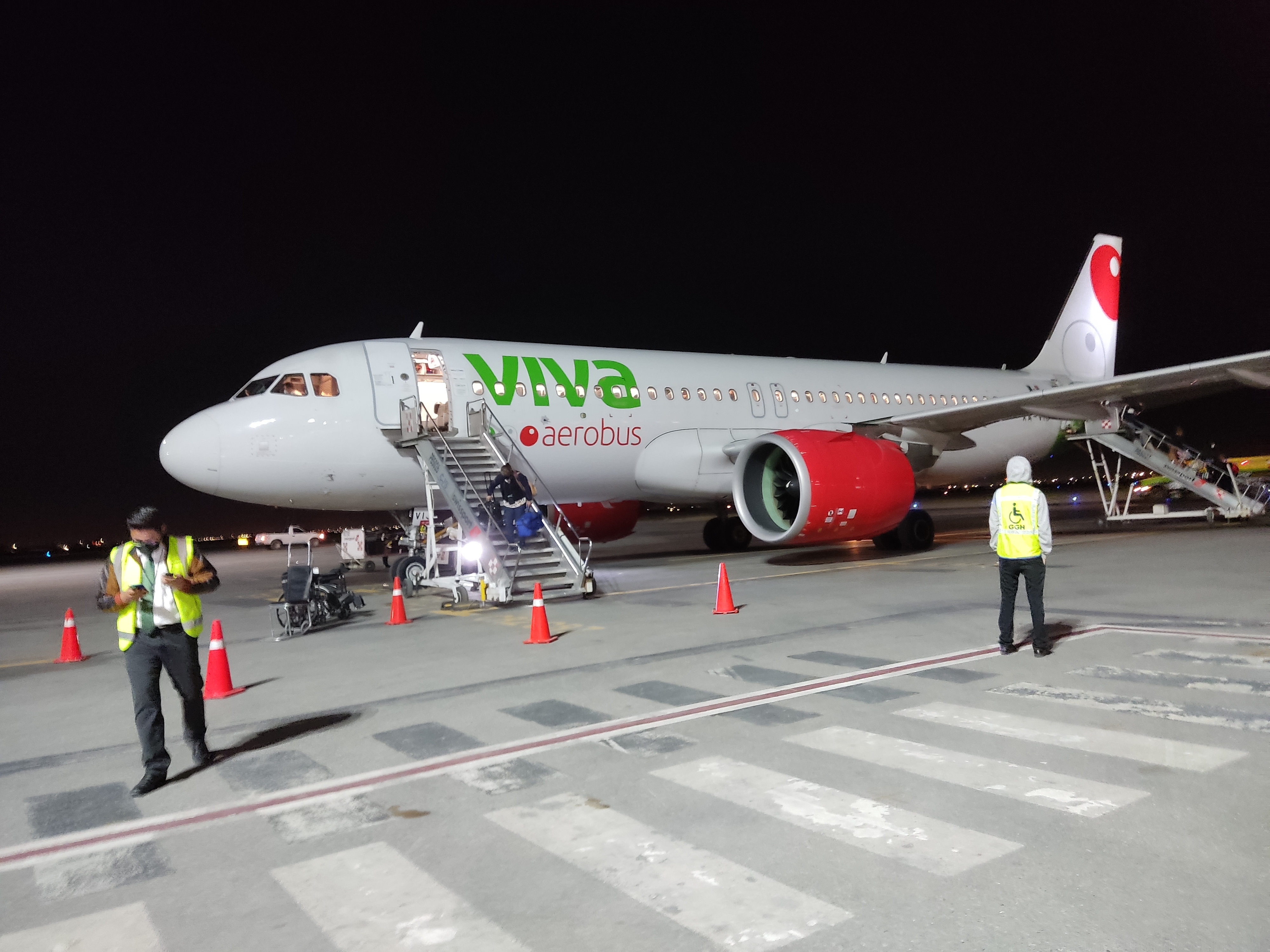
Airbus A320-271N de Viva (XA-VIJ) en el Aeropuerto de Ciudad Juárez.

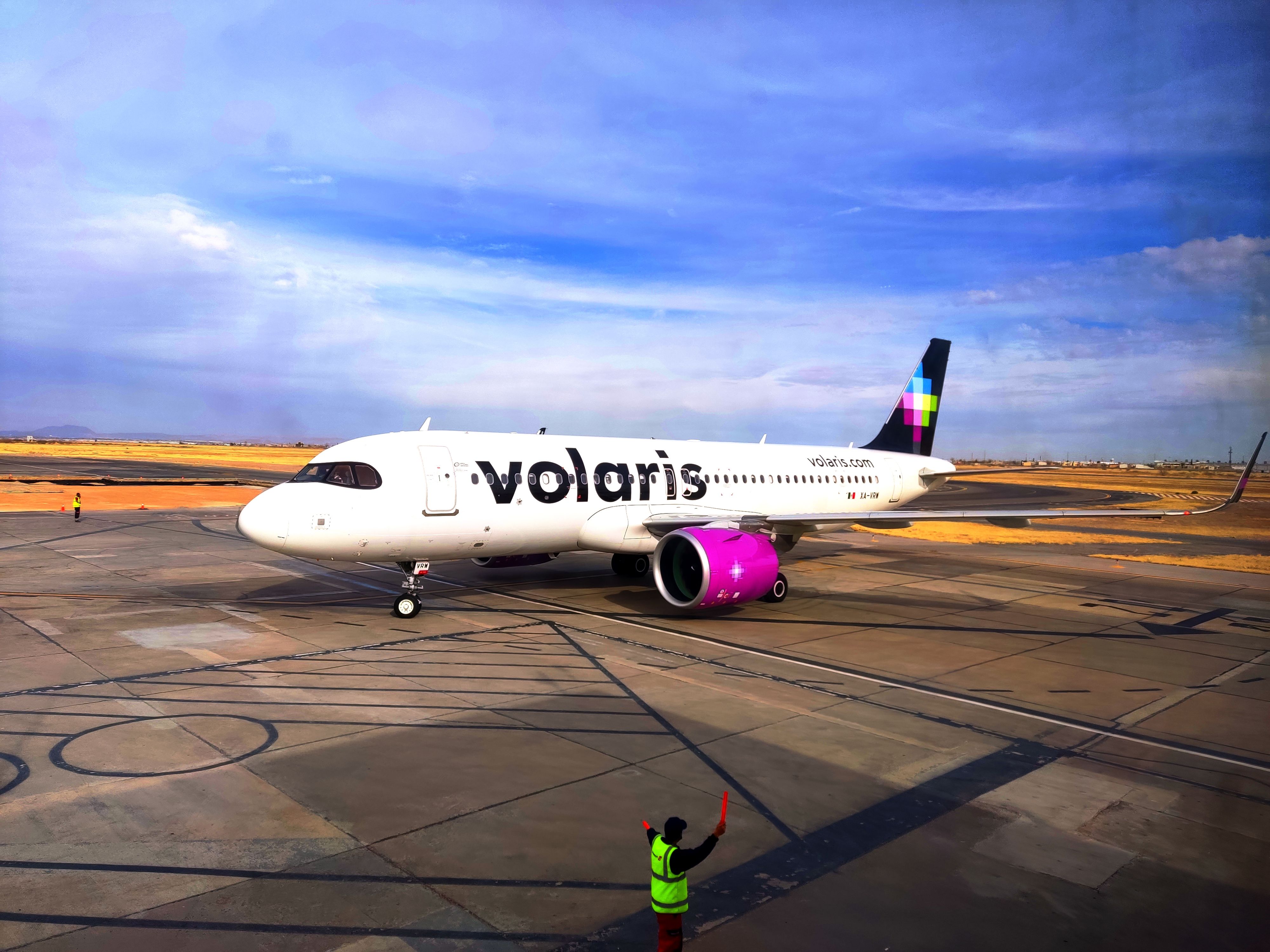
Airbus A321-271N de Volaris (XA-VRW) en plataforma.

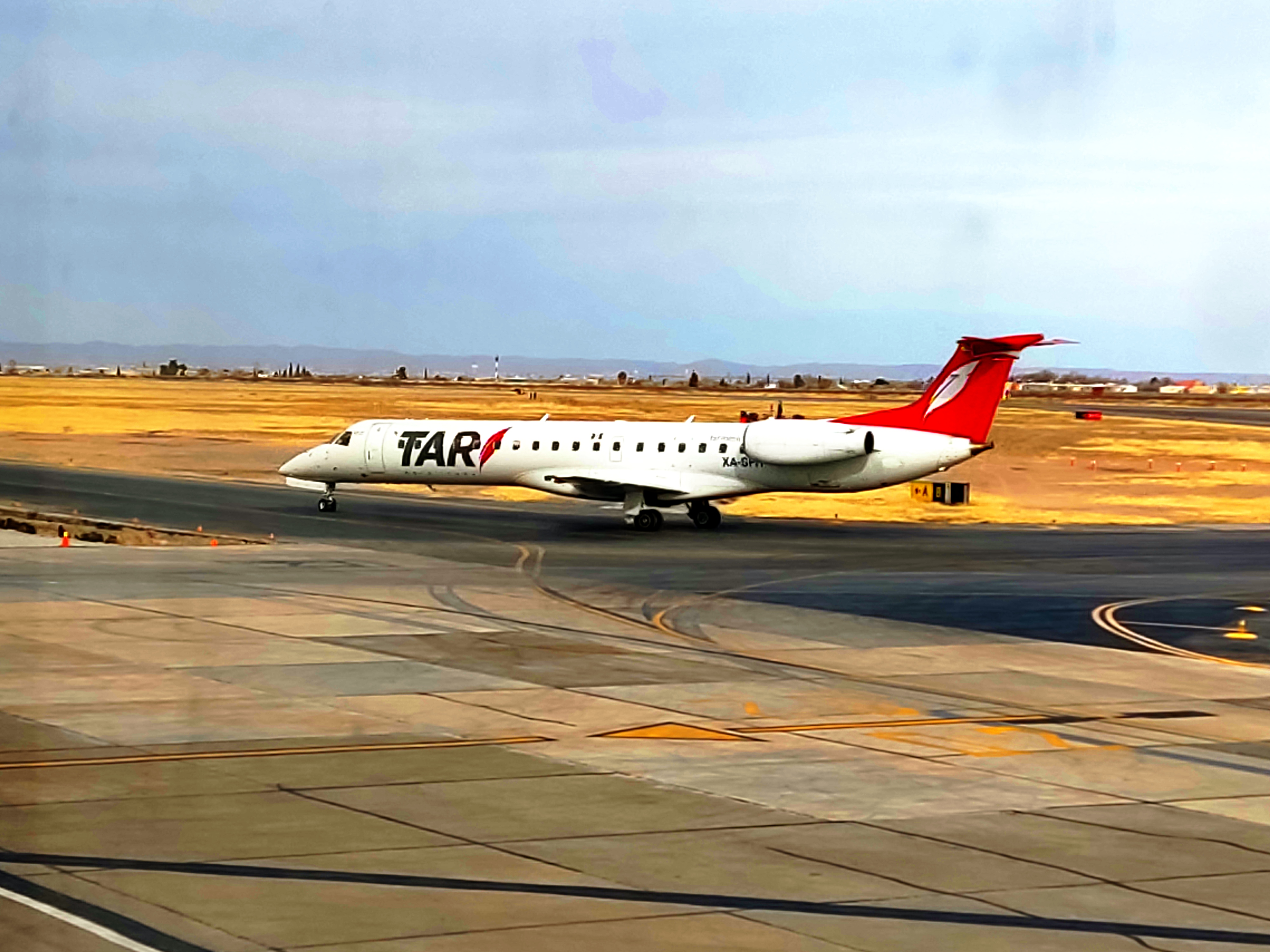
Embraer ERJ-145LR de TAR Aerolíneas (XA-SFH) en el aeropuerto.

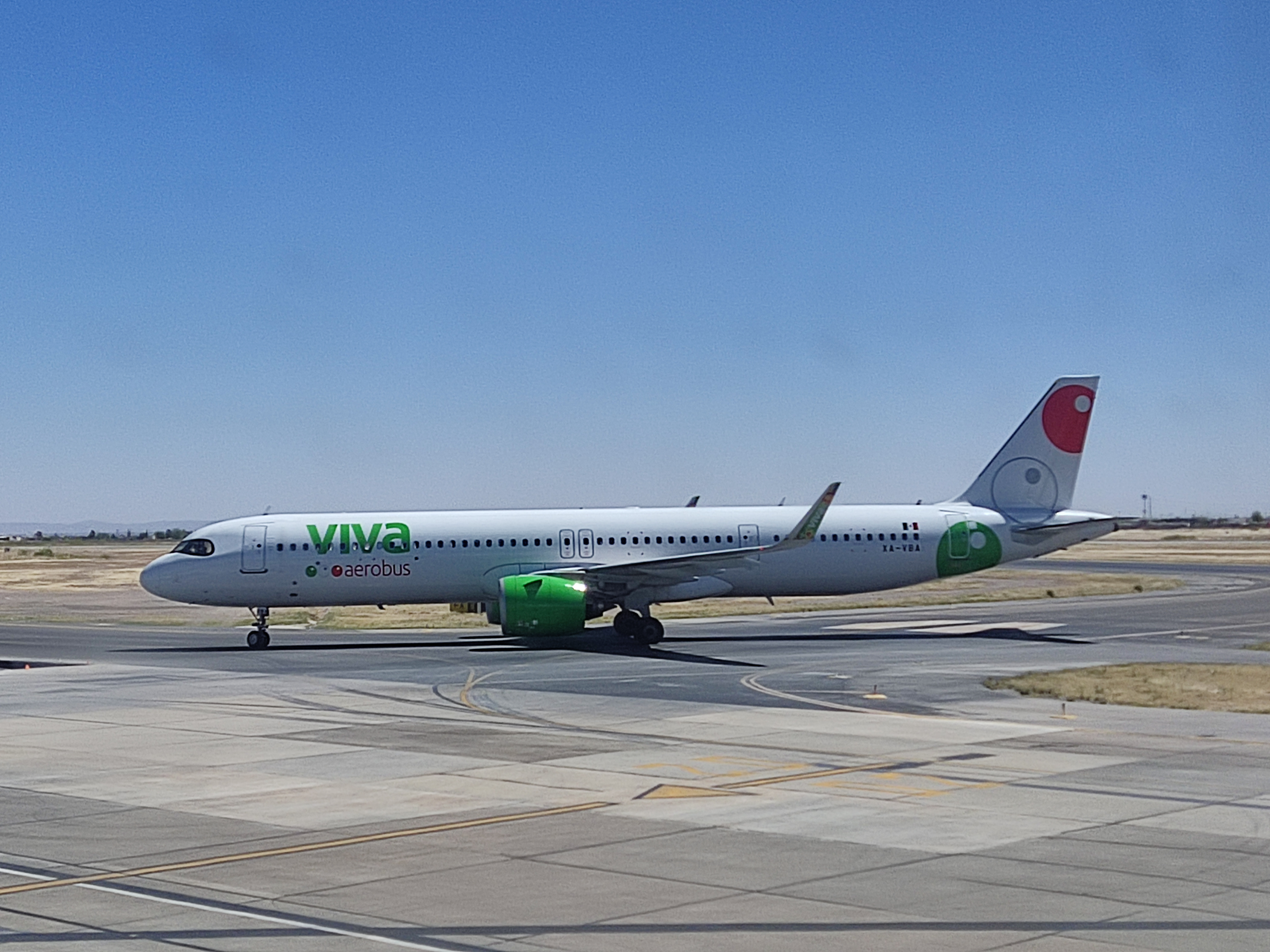
Airbus A321-271NX de Viva (XA-VBA) en plataforma.

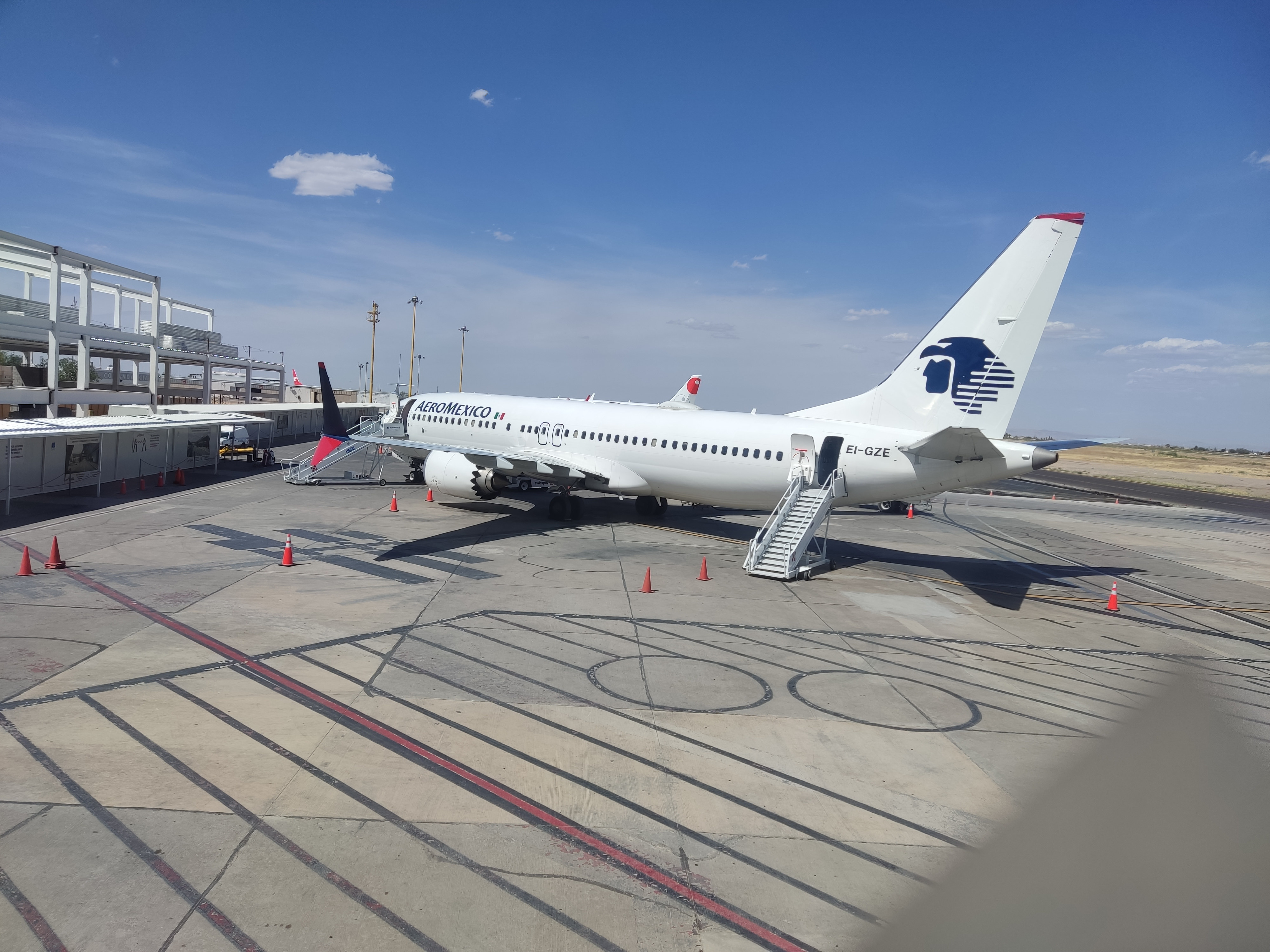
Boeing 737 8-MAX de Aeroméxico (EI-GZE) en el Aeropuerto de Ciudad Juárez.

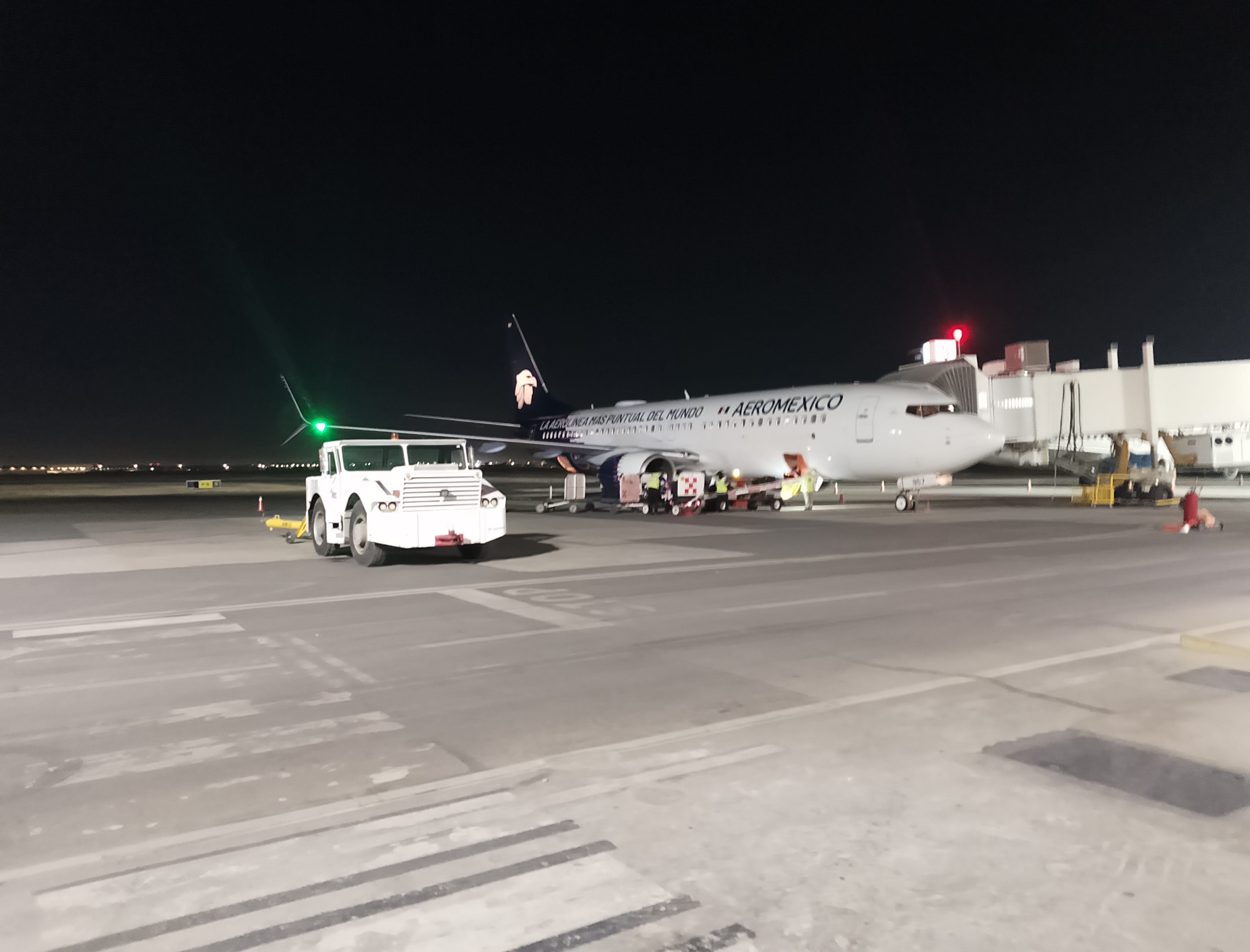
Boeing 737-852 de Aeroméxico (N957AM) con librea "La aerolínea más puntual del mundo" en el aeropuerto de Ciudad Juárez.

El Aeropuerto Internacional Abraham González (Código IATA: CJS - Código OACI: MMCS - Código DGAC: CJS), es una terminal aérea internacional localizada en Ciudad Juárez, Chihuahua, México, cerca de la frontera entre Estados Unidos y México al lado opuesto de El Paso, Texas.

## Información
Para 2021, Ciudad Juárez recibió 1,499,841 pasajeros, mientras que para 2022 recibió a 2,004,524 de pasajeros según datos publicados por el Grupo Aeroportuario Centro Norte.
Con la próxima apertura de un recinto fiscal y la construcción de una nueva terminal de carga, el aeropuerto de Ciudad Juárez se convertirá en uno de los más importantes centros de distribución de bienes y paquetería en la región norte del país.
En esta ciudad fronteriza, la industria maquiladora ha establecido uno de sus principales centros de operación con la instalación de más de 400 plantas en las ramas automotriz, electrónica y textil con inversiones de países como Singapur, Alemania, Francia, Estados Unidos y Taiwán.
Por su privilegiada ubicación geográfica, el aeropuerto de Ciudad Juárez, ha tenido un crecimiento de más de 25% en pasajeros durante la última década. 
El aeropuerto fue nombrado por Abraham González Casavantes, un destacado político y revolucionario mexicano, el principal líder antirreeleccionista y jefe del maderismo en el Estado de Chihuahua, así como Gobernador de Chihuahua.

## Aerolíneas y destinos

### Pasajeros
| Destinos por aerolínea                                     | Destinos por aerolínea                                                                                            | Destinos por aerolínea | Destinos por aerolínea |
| Aerolínea                                                  | Destinos |                        |                        |
| ---------------------------------------------------------- | --- | ---------------------- | ---------------------- |
| Aeroméxico                                                 | Ciudad de México                                                                                                  |                        |                        |
| Aeroméxico Connect                                         | Ciudad de México                                                                                                  |                        |                        |
| TAR                                                        | Hermosillo, Querétaro, Torreón/Gómez Palacio                                                                      |                        |                        |
| Viva                                                       | Cancún, Ciudad de México, Ciudad de México–AIFA, Guadalajara, León/El Bajío, Mazatlán, Monterrey, Puerto Vallarta |                        |                        |
| Volaris                                                    | Cancún, Ciudad de México, Ciudad de México–AIFA, Guadalajara, Monterrey, Tijuana                                  |                        |                        |
| Total: 12 destinos (nacionales), 5 aerolíneas (nacionales) | |                        |                        |

### Carga
El aeropuerto tiene una capacidad disponible para carga muy amplia dada su vocación industrial, durante 2013 desplazó 630,688 kg, teniendo como sus principales destinos ciudades industriales de México como: Chihuahua, Saltillo, Monterrey y Hermosillo. 
| Aerolíneas    | Destinos                |
| ------------- | ----------------------- |
| Estafeta      | La Paz, San Luis Potosí |
| TUM AeroCarga | Monterrey, Toluca       |

### Destinos nacionales
Cuenta con 12 destinos nacionales a través de 5 aerolíneas. El destino de Aeroméxico también es operado por Aeroméxico Connect.
| Cancún (CUN)           | • | • |   |   |   | 2  |
| Ciudad de México (MEX) | • | • |   | • |   | 3  |
| Ciudad de México (NLU) | • | • |   |   |   | 2  |
| Guadalajara (GDL)      | • | • |   |   |   | 2  |
| Hermosillo (HMO)       |   |   | • |   |   | 1  |
| León (BJX)             | • |   |   |   |   | 1  |
| Mazatlán (MZT)         | • |   |   |   |   | 1  |
| Monterrey (MTY)        | • | • |   |   |   | 2  |
| Puerto Vallarta (PVR)  | • |   |   |   |   | 1  |
| Querétaro (QRO)        |   |   | • |   |   | 1  |
| Tijuana (TIJ)          |   | • |   |   |   | 1  |
| Torreón (TRC)          |   |   | • |   |   | 1  |
| Total                  | 8 | 6 | 3 | 1 | 0 | 12 |

## Estadísticas

### Tráfico anual
| Año  | Pasajeros Totales | Crecimiento |
| 2000 | 531,015           | Sin cambios |
| 2001 | 553,793           | 4.29%       |
| 2002 | 524,393           | 5.30%       |
| 2003 | 549,476           | 4.79%       |
| 2004 | 570,923           | 3.90%       |
| 2005 | 611,942           | 7.18%       |
| 2006 | 698,765           | 14.16%      |
| 2007 | 908,835           | 30.04%      |
| 2008 | 903,129           | 0.63%       |
| 2009 | 631,111           | 30.13%      |
| 2010 | 633,919           | 0.45%       |
| 2011 | 673,364           | 6.23%       |
| 2012 | 699,394           | 3.87%       |
| 2013 | 702,904           | 0.50%       |
| 2014 | 769,029           | 9.40%       |
| 2015 | 863,760           | 12.31%      |
| 2016 | 1,102,855         | 27.64%      |
| 2017 | 1,173,135         | 6.36%       |
| 2018 | 1,364,028         | 12.1%       |
| 2019 | 1,597,471         | 17.11%      |
| 2020 | 790,009           | 50.5%       |
| 2021 | 1,499,841         | 89.9%       |
| 2022 | 2,004,524         | 33.6%       |
| 2023 | 2,275,153         | 13.5%       |
| 2024 | 2,142,511         | 5.83%       |
| ---- | ----------------- | ----------- |

### Rutas más transitadas

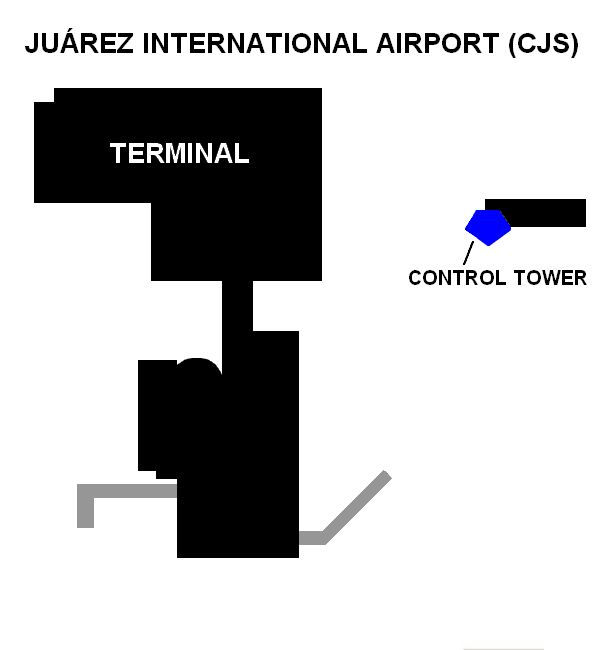
Mapa de la Terminal.

| Número | Ciudad                   | Pasajeros | Ranking     | Aerolínea                                     |
| ------ | ------------------------ | --------- | ----------- | --------------------------------------------- |
| 1      | Ciudad de México         | 327,334   | Sin cambios | Aeroméxico, Aeroméxico Connect, Viva, Volaris |
| 2      | Guadalajara, Jalisco     | 178,258   | Sin cambios | TAR, Viva, Volaris                            |
| 3      | Monterrey, Nuevo León    | 125,790   | 1           | Viva                                          |
| 4      | Cancún, Quintana Roo     | 106,600   | 1           | Viva, Volaris                                 |
| 5      | Tijuana, Baja California | 62,572    | Sin cambios | Volaris                                       |
| 6      | Valle de México          | 55,985    | 3           | Viva, Volaris                                 |
| 7      | León, Guanajuato         | 53,548    | 1           | Viva                                          |
| 8      | Mazatlán, Sinaloa        | 35,551    |             | Viva                                          |
| 9      | Puerto Vallarta, Jalisco | 16,928    | 2           | Viva                                          |
| 10     | Torreón, Coahuila        | 3,261     |             | TAR                                           |

## Accidentes e incidentes
- El 6 de septiembre de 2001 una aeronave Saab 340B con matrícula XA-ACK que operaba el vuelo  2130 de Aerolitoral entre el Aeropuerto de Ciudad Juárez y el Aeropuerto de Tijuana, tuvo una pérdida de potencia en los motores causada por fallas mecánicas, obligando a la tripulación a aterrizar en un campo en el Valle de Las Palmas, entre el Municipio de Ensenada y el Municipio de Tecate, sobreviviendo los 3 tripulantes y los 29 pasajeros y causando daños irreparables en la aeronave.[5][6]

- El 10 de mayo de 2019 una aeronave Bombardier CRJ-100PF con matrícula XA-MCB operado por TUM AeroCarga que cubría un vuelo entre el Aeropuerto de Ciudad Juárez y el Aeropuerto de Ciudad Obregón tuvo una falla en el sistema de frenos tras aterrizar en el aeropuerto sonorense, lo que causó un bloqueo en las ruedas del tren principal, haciendo que se poncharan los 4 neumáticos y causando un cese en las operaciones del aeropuerto durante 24 horas. Los 2 tripulantes resultaron ilesos.[7][8]

## Aeropuertos cercanos
Los aeropuertos más cercanos son:
- Aeropuerto Internacional de El Paso (5km)
- Aeropuerto Regional de Alamogordo–White Sands (117km)
- Aeropuerto del Condado Grant (188km)
- Terminal Aérea de Cavern City (207km)
- Centro Aéreo Internacional de Roswell (237km)